# Racing Pierrots Strasbourg Meinau 1971-1972
Questa voce raccoglie le informazioni riguardanti il Racing Pierrots Strasbourg Meinau nelle competizioni ufficiali della stagione 1971-1972.

## Maglie e sponsor
Lo sponsor tecnico per la stagione 1971-1972 è Le Coq Sportif, mentre lo sponsor ufficiale è DK Pneus.
| Manica sinistra · Maglietta · Maglietta · Manica destra · Pantaloncini · Calzettoni | Manica sinistra · Maglietta · Maglietta · Manica destra · Pantaloncini · Calzettoni |  |

## Organigramma societario
Area direttiva
- Presidente: Alfred Wenger
- Vice presidente: Philippe Fass

Area organizzativa
- Segretario generale: Armand Zuchner

Area tecnica
- Direttore sportivo: Paul Frantz
- Allenatore: Casimir Novotarski

Area sanitaria
- Medico sociale: Mendel Spruch